# Посёлок совхоза «Крёкшино»
Посёлок совхоза «Крёкшино» — посёлок в Новомосковском административном округе Москвы  (до 1 июля 2012 года был в составе Наро-Фоминского района Московской области). Входит в состав поселения Марушкинское.

## Население
| 2002 | 2010  |
| ---- | ----- |
| 1515 | ↘1460 |

Согласно Всероссийской переписи, в 2002 году в посёлке проживало 1515 человек (714 мужчин и 801 женщина); преобладающая национальность — русские (89%). По данным на 2005 год, в посёлке проживало 1404 человека.

## География
Посёлок совхоза «Крёкшино» находится примерно в 15 км к западу от центра города Московский. Ближайший населённый пункт — деревня Крёкшино. Южнее посёлка находится станция Крёкшино Киевского направления МЖД.

## Образование
В посёлке расположено муниципальное бюджетное общеобразовательное учреждение Крёкшинская средняя общеобразовательная школа.